# Ononis incisa
Ononis incisa är en ärtväxtart som beskrevs av Jules Aimé Battandier. Ononis incisa ingår i släktet puktörnen, och familjen ärtväxter. Inga underarter finns listade i Catalogue of Life.